# 大巴里爾島
大巴里爾島（英語：Great Barrier Island，也譯為大堡島或大屏障島）是紐西蘭北部的一個島嶼。大巴里爾島位於奧克蘭市中心東北100（62英里）處，面積285平方（110平方英里），是紐西蘭面積第6大島，本土第4大島。